# Kamara (Mulgi)
Pour les articles homonymes, voir Kamara.
Kamara est un village de la commune de Mulgi, situé dans le comté de Viljandi en Estonie. Avant la réorganisation administrative d'octobre 2017, il faisait partie de la commune d'Abja.
En 2020, la population s'élevait à 172 habitants.